# Eleição municipal de Itacoatiara em 2000
A eleição municipal da cidade brasileira de Itacoatiara em 2000 ocorreu no dia 01 de outubro de 2000, como parte do conjunto de eleições municipais no Brasil que ocorreram no mesmo ano. Na ocasião, foram eleitos um prefeito, vice-prefeito e 0 vereadores para a Câmara Municipal da cidade.
A campanha eleitoral contou com a participação de 6 candidatos a prefeito. O prefeito titular Miron Fogaça, eleito pelo PTB, concorreu a reeleição. O primeiro turno foi realizado em 01 de outubro de 2000. Mamoud Amed, candidato pelo PL, foi eleito com 14.251 votos (43,61% dos votos válidos), seguido de Miron Fogaça, do PTB, que obteve 9.997 votos (30,59%). Os candidatos eleitos tomaram posse na Prefeitura de Itacoatiara em 1 de janeiro de 2001 para exercerem um mandato de quatro anos.

## Candidaturas para a prefeitura
| Nº      | Prefeito(a)  | Prefeito(a)                                                 | Prefeito(a)       | Vice-prefeito(a) | Vice-prefeito(a) | Vice-prefeito(a)                   | Vice-prefeito(a)  | Coligação Partido(s)                                       |
| Nº      | Candidato(a) | Candidato(a)                                                | Partido Federação | Candidato(a)     | Candidato(a)     | Candidato(a)                       | Partido Federação | Coligação Partido(s)                                       |
| ------- | ------------ | ----------------------------------------------------------- | ----------------- | ---------------- | ---------------- | ---------------------------------- | ----------------- | ---------------------------------------------------------- |
| 12      |              | Raimundo Silva                                              | PDT               |                  |                  | Kevin Nelson Ruiz De Oliveira      | PRP               | Itacoatira Viva - Mudança Para Frente PDT PRP PV PCdoB PTN |
| 13      |              | Sebastião Nunes Sebastiao De Souza Nunes                    | PT                |                  |                  | Thereza Christina Martins Alvorcem | PT                | Sem coligação                                              |
| 14      |              | Miron Fogaça Miron Osmario Fogaça                           | PTB               |                  |                  | Aluisio Isper Netto                | PTB               | O Progresso Continua PTB PSDB PTdoB PSL PSD PSC            |
| 15      |              | Cleuter Mendonça Jurandir Cleuter Barros De Mendonça Júnior | PMDB              |                  |                  | Maria Adiene Martins Romao         | PMDB              | Sem coligação                                              |
| 18      |              | Jeovan Barbosa Jb Jeovan Jorge Martiniano Barbosa           | PST               |                  |                  | Agnaldo Barbosa Ferreira           | PST               | Sem coligação                                              |
| 22      |              | Mamoud Amed Mamoud Amed Filho                               | PL                |                  |                  | Tibiriça Valerio De Holanda        | PFL               | União Por Itacoatiara PFL PL                               |
| Fontes: |              |                                                             |                   |                  |                  |                                    |                   |                                                            |

## Resultados da eleição

### Prefeito
| Candidato(a) a prefeito  | Candidato(a) a prefeito  | Candidato(a) a vice-prefeito            | Primeiro turno 01 de outubro de 2000 | Primeiro turno 01 de outubro de 2000 |
| Candidato(a) a prefeito  | Candidato(a) a prefeito  | Candidato(a) a vice-prefeito            | Total                                | Percentagem                          |
| ------------------------ | ------------------------ | --------------------------------------- | ------------------------------------ | ------------------------------------ |
|                          | Mamoud Amed (PL)         | Tibiriça Valerio De Holanda (PFL)       | 14.251                               | 43,61%                               |
|                          | Miron Fogaça (PTB)       | Aluisio Isper Netto (PTB)               | 9.997                                | 30,59%                               |
|                          | Sebastião Nunes (PT)     | Thereza Christina Martins Alvorcem (PT) | 5.746                                | 17,58%                               |
|                          | Raimundo Silva (PDT)     | Kevin Nelson Ruiz De Oliveira (PRP)     | 1.947                                | 5,96%                                |
|                          | Cleuter Mendonça (PMDB)  | Maria Adiene Martins Romao (PMDB)       | 626                                  | 1,92%                                |
|                          | Jeovan Barbosa Jb (PST)  | Agnaldo Barbosa Ferreira (PST)          | 109                                  | 0,33%                                |
| Total de votos válidos   | Total de votos válidos   | Total de votos válidos                  | 32.676                               | 32.676                               |
| Votos apurados           |                          |                                         |                                      |                                      |
| Votos válidos            | Votos válidos            | Votos válidos                           | 32.676                               | 95,73%                               |
| Votos em branco          | Votos em branco          | Votos em branco                         | 250                                  | 0,73%                                |
| Votos nulos              | Votos nulos              | Votos nulos                             | 1.206                                | 3,53%                                |
| Total de votos apurados  | Total de votos apurados  | Total de votos apurados                 | 34.132                               | 34.132                               |
| Eleitores                |                          |                                         |                                      |                                      |
| Comparecimentos          | Comparecimentos          | Comparecimentos                         | 34.132                               | 77,93%                               |
| Abstenções               | Abstenções               | Abstenções                              | 9.665                                | 22,07%                               |
| Total de eleitores aptos | Total de eleitores aptos | Total de eleitores aptos                | 43.797                               | 43.797                               |
| Total de seções: 155     |                          |                                         |                                      |                                      |
| Fontes:                  |                          |                                         |                                      |                                      |

### Composição da Câmara Municipal
|                          |                          |                 |                 |          |
| Nº                       | Partido                  | Votos populares | Votos populares | Assentos |
| Nº                       | Partido                  | Votos           | %               | Assentos |
| 22                       | PL                       | 6.340           | 18,99%          | 3        |
| 14                       | PTB                      | 6.236           | 18,67%          | 3        |
| 45                       | PSDB                     | 5.823           | 17,44%          | 3        |
| 25                       | PFL                      | 3.732           | 11,18%          | 2        |
| 13                       | PT                       | 2.595           | 7,77%           | 1        |
| 15                       | PMDB                     | 2.278           | 6,82%           | 1        |
| 33                       | PMN                      | 589             | 1,76%           | 1        |
| 65                       | PCdoB                    | 504             | 1,51%           | 1        |
| 12                       | PDT                      | 1.442           | 4,32%           | 0        |
| 11                       | PPB                      | 1.309           | 3,92%           | 0        |
| 20                       | PSC                      | 603             | 1,81%           | 0        |
| 44                       | PRP                      | 601             | 1,8%            | 0        |
| 23                       | PPS                      | 554             | 1,66%           | 0        |
| 27                       | PSDC                     | 546             | 1,64%           | 0        |
| 18                       | PST                      | 140             | 0,42%           | 0        |
| 41                       | PSD                      | 34              | 0,1%            | 0        |
| 70                       | PTdoB                    | 28              | 0,08%           | 0        |
| 40                       | PSB                      | 14              | 0,04%           | 0        |
| 17                       | PSL                      | 11              | 0,03%           | 0        |
| 43                       | PV                       | 11              | 0,03%           | 0        |
| 19                       | PTN                      | 3               | 0,01%           | 0        |
| Total de votos válidos   | Total de votos válidos   | 33.393          | 33.393          | 15       |
| Votos apurados           |                          |                 |                 | 15       |
| Total de votos válidos   | Total de votos válidos   | 33.393          | 97,83%          | 15       |
| Votos em branco          | Votos em branco          | 198             | 0,58%           | 15       |
| Votos nulos              | Votos nulos              | 541             | 1,59%           | 15       |
| Total de votos apurados  | Total de votos apurados  | 34.132          | 34.132          | 15       |
| Eleitores                |                          |                 |                 | 15       |
| Comparecimentos          | Comparecimentos          | 34.132          | 77,93%          | 15       |
| Abstenções               | Abstenções               | 9.665           | 22,07%          | 15       |
| Total de eleitores aptos | Total de eleitores aptos | 43.797          | 43.797          | 15       |
| Fontes:                  |                          |                 |                 |          |